# Castell Lanessan
El castell Lanessan (francès: Château Lanessan) és un castell del segle xix, amb un jardí botànic al seu voltant, un museu del cavall i un celler de vins, situat a Cussac-Fort-Médoc, França.
Château Lanessan és també un domini vitícola que produeix vi negre dins de la denominació AOC Haut-Médoc. Està classificat «Cru Bourgeoisn» en el classement de 1855.

## Història
El senyoriu de Lanessan va ser comprat l'any 1793 pel Sr. Jean Delbos, armador, que també engega la viticultura amb l'ajuda del seu fill Louis.
L'any 1858 el mestre cellerer de "Château Lanessan", Jean Pineau, va ser contractat per l'espanyol Marquès de Riscal per venir a La Rioja, per millorar la qualitat dels vins espanyols.
És en 1878 que el domini va prendre un vol considerable en el qual l'edifici del "Château de Lanessan" va ser manat construir per André Delbos a l'arquitecte Duphot en l'Neo-tudor.
L'any 1885 s'edifiquen els magatzems de carruatges i els cellers construïts en estil tradicional de Médoc. Així mateix els hivernacles holandesos, el jardí de flors i el parc.
L'edifici de carruatges és actualment el "Museu del Cavall".
André Delbos va tenir quatre filles i una d'elles, Marie Louise es va casar amb el Sr. Etienne Bouteiller.
Van tenir tres fills. Després de la guerra, Jean, el segon dels fills, es va fer càrrec de l'empresa familiar, modernitzant el lloc i va tenir l'oportunitat d'adquirir en els anys seixanta, " Château Lachesnaye" i "Château de Sainte Gemmee".
Actualment, el domini Bouteiller tenen prop de 79 hectàrees de plantació de vinyers, boscos, prats, una mica de cultiu de blat de moro, sobre un conjunt de 380 hectàrees en una sola finca, i gestionats per la família Bouteiller, el gerent de la qual és un dels germans, Hubert Bouteiller.

## Jardins
Situat damunt d'una zona de graves, sòl propici per al cultiu de la vinya, el "Château Lanessan" està envoltat d'un « parc à l'Anglaise » de 8 hectàrees dissenyat no només per fer caminades, sinó també per anar a cavall o en carruatge.
Tres espais caracteritzen aquest lloc: 
- Un passeig sobre el riu, ja que en Médoc, els grans castells miren sobre l'estuari de Gironda.
- Un passeig cap a Saint Julien, les terres del qual tenen una reconeguda reputació de tenir una qualitat equivalent.
- Zona de vistes sobre el vinyer per afirmar l'originalitat del lloc.

Prop dels edificis de la granja estan al costat del castell, però a una distància tal que no pot haver-hi una pertorbació. Entre aquestes àrees, hi ha plantats arbres, arbusts donen forma a un paisatge «Champêtre» (campestre), creuat per alberedes.
Es pot veure un quiosc per als nens, com era comú al segle xix. La pista de tennis s'ha modernitzat però és a la ubicació exacta de l'original que era d'argila. També s'ha conservat una casa enorme per al gos com una manera de preservar la història del lloc, per tenir constància del que els antics havien construït i que els fills sovint ho han conservat.
Entre els espècimens vegetals del parc són de destacar aurons d'alineament, Platanus, sequoies, cedres del Líban, arç, carpins, nogueres, cirerers, amb sotabosc de narcís i ciclamens.

## Producció
L'àrea del vinyer de "Château Lanessan" tés d'unes 40 hectàrees, en les quals el cultiu de les varietats de raïms són de 60% Cabernet Sauvignon, 30% Merlot, 5% Cabernet Franc i 5% Petit Verdot. Amb una mitjana de 220,000 ampolles a l'any del Grand vin.

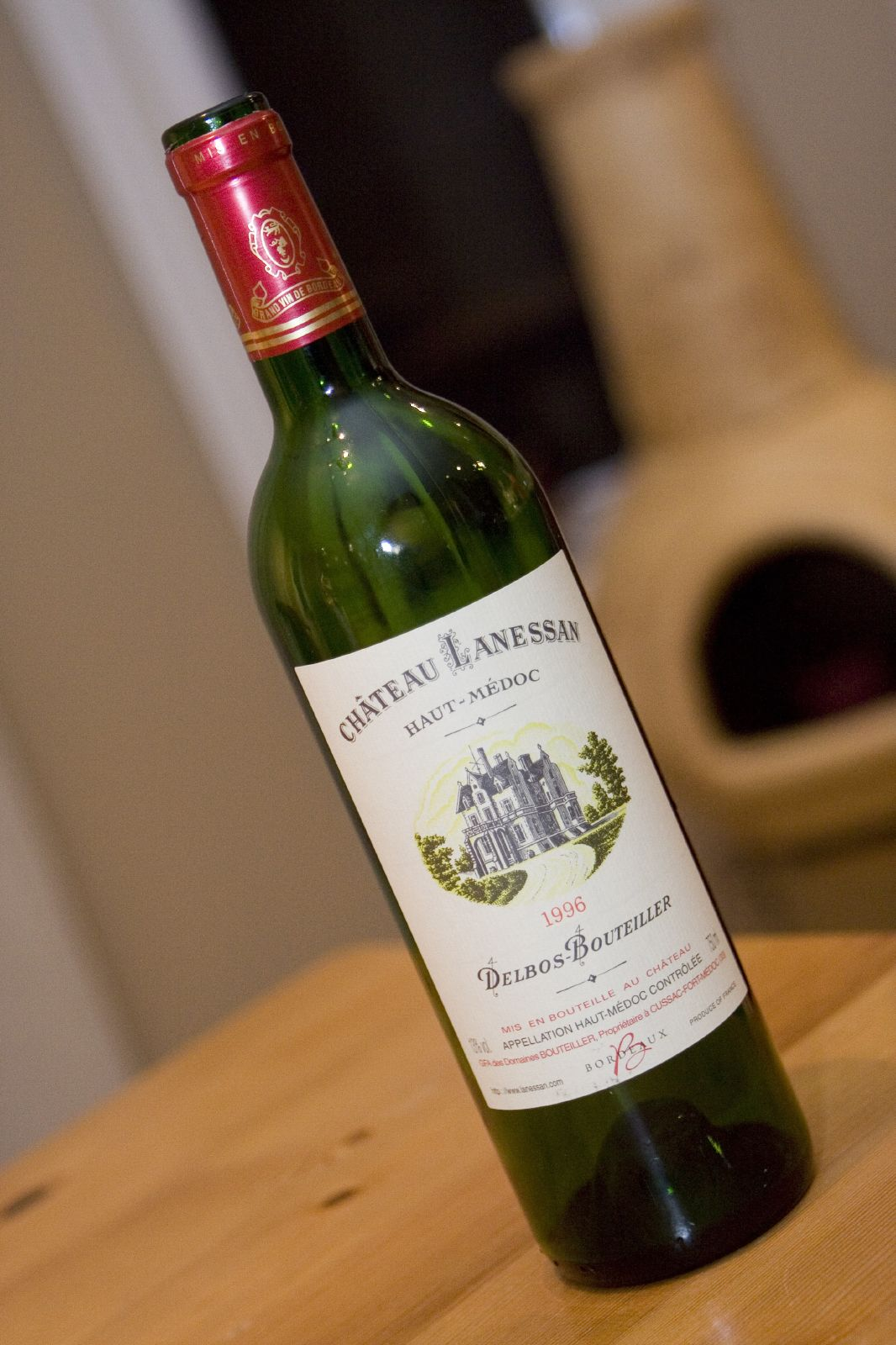
Château Lanessan 1996.

El domini ostentava la classificació de Cru Bourgeois Supérieur, fins que aquesta específica classificació va ser anul·lada. Alguns crítics han suggerit que hauria de tenir una classificació més elevada.
Lanessan també produeix un segon vi "Les Calèches de Lanessan" (Català: "Carruatges de Lanessan") des de 1999, posant l'accent en els llaços del castell amb els cavalls.

## Château Lachesnaye
Lachesnaye també ostentava l'etiqueta de Cru Bourgeois Supérieur
mentre que aquesta classificació va estar en efecte. Una finca veïna de Lanessan, "Château Lachesnaye" és actualment propietat de la família Bouteiller.
El "Domaine de Lachesnaye", era una antiga terra senyorial en la parròquia de Sainte Gemme, pertanyia l'any 1793 a la família Caupène, que l'havia heretat de senyor de la Chesnaye. La finca va ser comprada per Frédéric Exshaw l'any 1880, i tenia un castell construït semblant al de Lanessan. Afeblit per la crisi econòmica de 1929, i les gelades de 1945 i 1956, la finca va ser adquirida per Jean Bouteiller l'any 1961, i una gran proporció de les vinyes van ser replantades. Château Lachesnaye va reprendre la producció de vi en 1971.
L'àrea de vinya s'estén per unes 20 ha, plantada amb 50% Cabernet Sauvignon i 50% Merlot. Lachesnaye també produeix un segon vi, "Sire de Lachesnaye".

## Château de Sainte Gemme
Situat a l'est de Château Lachesnaye, al sud de Château Beychevelle i al nurte de les vinyes de Château Ducru Beaucaillou, "Château de Sainte Gemme" anteriorment pertanyia als amos de Château Lachesnaye, que va vendre els seus vins sota el nom Lachesnaye. La finca va ser adquirida l'any 1962 per Jean Bouteiller, que va començar la seva producció sota el segell Sainte Gemme l'any 1982.
La superfície de vinyes s'estén unes 10 hectàrees, amb la selecció de la varietat de raïm de manera uniforme entre el 50% Cabernet Sauvignon i 50% Merlot. Una mitjana de 65.000 ampolles es produeixen anualment.